# Franz Petrak
Franz Petrak (9. říjen 1886 Hranice – 9. říjen 1973 Vídeň) byl český a rakouský botanik, mykolog a fytopatolog.

## Život
Narodil se v Hranicích v okrese Přerov, v rodině zahradníka. Vystudoval botaniku na Vídeňské univerzitě (1906-1910), kde byl žákem Richarda Wettsteina. Doktorát získal roku 1913. Poté učil na gymnáziu v devátém vídeňském obvodě. Za první světové války byl nasazen do bojů, ale roku 1916 byl kvůli srdeční vadě vyřazen z aktivního vojska a působil jako vojenský účetní v Haliči a v Albánii. Ve volném čase tam začal sbírat rostliny a houby - jeho herbář na konci jeho života obsáhl 100 000 druhů. V letech 1918-1938 žil v Československu, ve svých rodných Hranicích, kde soukromě bádal. Roku 1938 znovu odešel do Vídně, kde až do roku 1951 pracoval pro Přírodovědné muzeum ve Vídni. Vydal přes 500 odborných publikací z oboru mykologie, především v časopise Annales Mycologici. V oblasti botaniky popsal řadu nových rostlin druhu pcháč.